# Ángela María Buitrago
Ángela María Buitrago Ruíz (Bogotá, 21 de noviembre de 1963) es una abogada y profesora universitaria colombiana, Desde julio de 2024 a mayo de 2025 fue la ministra de Justicia y del Derecho de Colombia en el gobierno de Gustavo Petro Urrego.

## Estudios
Buitrago es abogada graduada de la Universidad Externado de Colombia en 1990. Cursó una especialización y una maestría en Derecho Penal y Ciencias Criminológicas en dicha institución graduándose en 1992. Viajó a España donde cursó un posgrado en Política y Criminología en la Especialidad de Derecho Penal, en la Universidad de Salamanca en 1998. Al regresar a Colombia cursó un doctorado en Derecho en 2011 y en Sociología en 2012 en su alma mater. En esa misma institución ha sido docente de pregrado y postgrado en Derecho Penal por varios años.

## Carrera profesional
Buitrago fue Fiscal Delegada ante la Corte Suprema de Justicia de 2005 a 2010.
De marzo de 2015 a abril de 2016 Participó como experta internacional en la medida cautelar de la CIDH en el caso de los 43 desaparecidos de Ayotzinapa.
Fue consultora de la OEA entre 2019 y 2020 y consultora de las Naciones Unidas en Honduras entre 2019 y 2020. Igualmente se ha desempeñado como abogada penalista en la oficina WMV Abogados en Colombia.
En el campo de la docencia ha sido profesora de pregrado desde 1992 en Derecho Penal, Procesal Penal, Penal Especial y docente de posgrado en la Universidad Externado de Colombia en Derecho Procesal Penal, Derecho Penal Internacional de los Derechos Humanos, Metodología de la Investigación, y Sociología Jurídica.

## Fiscal Delegada ante la Corte Suprema de Justicia
En su carrera profesional, resalta experiencia específica en la fiscalía como exfiscal cuarta delegada ante la Corte Suprema de Justicia (2005-2010) investigando la toma y retoma al Palacio de Justicia, dando como resultado la resolución de acusación contra el coronel Alfonso Plazas Vega por el delito de desaparición forzada.[cita requerida]

## Terna para Fiscal General y Ministra de Estado

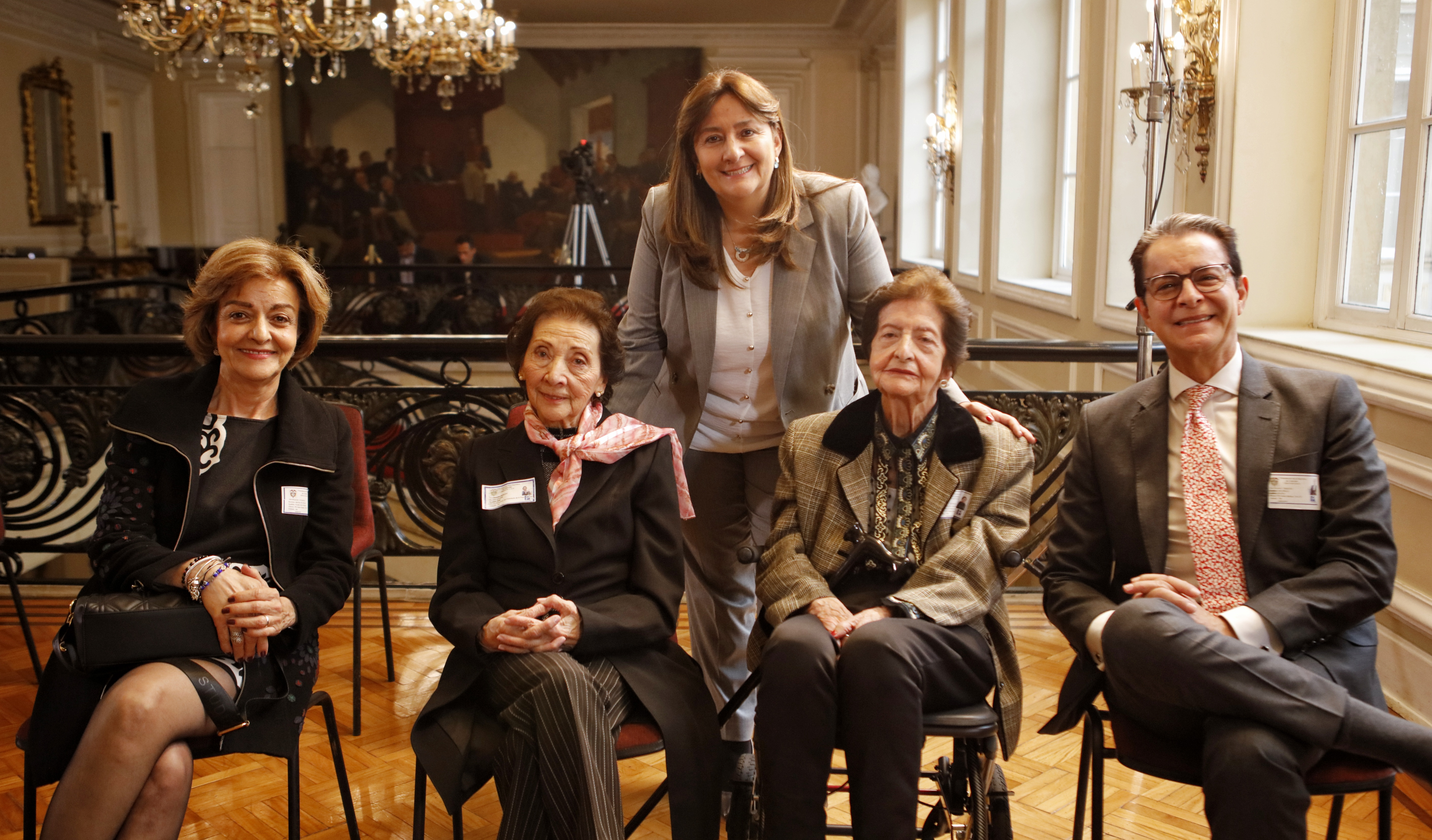
Buitrago y su familia en 2024 durante su posesión como ministra

El 2 de agosto de 2023, Buitrago fue parte de la terna de mujeres presentada por el presidente Gustavo Petro para elegir fiscal general de la nación  ante la Corte Suprema de Justicia, donde resultó electa Luz Adriana Camargo.
El primero de julio de 2024 fue designada por el presidente Gustavo Petro Urrego como Ministra de Justicia y del Derecho de Colombia para suceder a Néstor Iván Osuna Patiño, tomó posesión de su cargo el 8 de julio del mismo año.
Renunció a dicho cargo el 15 de mayo de 2025 aduciendo que se negó a retirar de su cargo al director de la USPEC, Ludwing Joel Valero, por pedido del ministro Armando Benedetti y la directora del DAPRE, Angie Rodríguez, quienes expresaron que eran órdenes del presidente, ya que dicho director era cuota burocrática del senador opositor Miguel Ángel Pinto quien había liderado el hundimiento de la reforma laboral en el congreso. Algunos medios informaron erróneamente que Benedetti le había pedido a Buitrago cuotas burocráticas, lo cuál aclaró Buitrago que no era cierto, sin embargo Benedetti reaccionó a estas afirmaciones inexactas de los medios anunciando acciones penales contra la exministra. El presidente Petro dijo que le había pedido la renuncia por encontrar que Buitrago tenía diferencias con los ejes de la política de paz del gobierno.

## Reconocimientos
- Penalista del año 2002 por el Colegio de Abogado Penalistas de Bogotá y Cundinamarca.[4]
- Condecoración al mérito judicial por el Colegio de Jueces y Fiscales de Risaralda, 15 de octubre de 2010.
- Conferencista Nacional e Internacional.
- Personaje del año por el Espectador.